# Morte de Joseph Smith Jr.

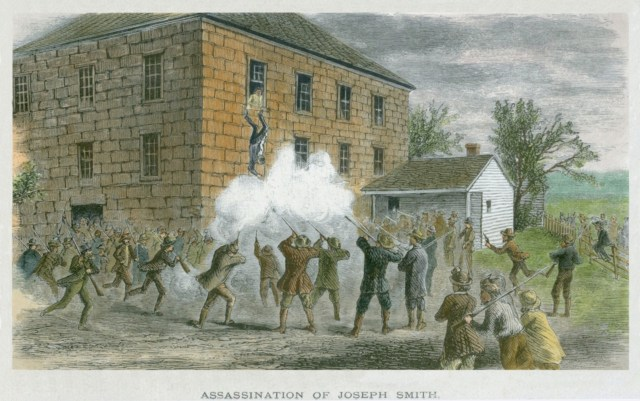
A morte de Joseph Smith.

Joseph Smith, o fundador e líder do Movimento dos Santos dos Últimos Dias, e seu irmão, Hyrum Smith, foram mortos por uma multidão em Carthage, Illinois, nos Estados Unidos, em 27 de junho de 1844, enquanto aguardavam julgamento na cadeia da cidade. Como prefeito da cidade de Nauvoo, Illinois, Joseph Smith havia ordenado a destruição das instalações usadas para imprimir o Nauvoo Expositor, um jornal recém-criado por um grupo de não-mórmons e outros que haviam se desligado da igreja de Smith, a Igreja de Cristo. A primeira (e única) edição do jornal foi altamente crítica a Smith e outros líderes da igreja, relatando que Smith estava praticando poligamia e afirmando que ele pretendia se estabelecer como um rei teocrático. Em resposta, o Conselho Municipal de Nauvoo declarou o jornal um incômodo público e Smith ordenou a destruição da impressora.
A destruição da impressora gerou indignação pública, e os irmãos Smith e outros membros do Conselho Municipal de Nauvoo foram acusados de incitar um motim. Após brevemente fugir de Illinois, Smith retornou e, juntamente com Hyrum, voluntariamente viajou para a sede do condado em Carthage para enfrentar as acusações. Depois de se renderem às autoridades, os irmãos também foram acusados de traição contra Illinois por declararem lei marcial. Os irmãos Smith foram detidos na cadeia de Carthage aguardando julgamento quando uma multidão armada de 150 a 200 homens invadiu o prédio. Hyrum foi morto quase imediatamente e, após esvaziar sua pistola contra os atacantes, Joseph tentou escapar, mas foi baleado várias vezes e, depois de cair no chão, foi novamente baleado pela multidão. Cinco homens foram indiciados pelos assassinatos, mas foram absolvidos em julgamento por júri. A morte de Smith marcou um ponto de virada para o movimento dos Santos dos Últimos Dias, e desde então, os Santos dos Últimos Dias geralmente os veem como mártires religiosos que foram "assassinados a sangue frio".